# Поска
Поска (лат. Posca) — древнеримский и византийский безалкогольный напиток, потреблявшийся прежде всего легионерами.
Напиток представлял собой смесь воды с винным уксусом (в некоторых случаях — с дешёвым прокисшим вином), сдобренную пряными травами наподобие иссопа. Многие источники свидетельствуют также, что сырые яйца являлись одним из компонентов поски; таким образом, поска — это напиток из воды, уксуса и яиц. Из-за лёгкости в приготовлении поска стала массовым напитком низших классов. Поска не только хорошо утоляла жажду, но и отбивала дурной вкус воды. Вероятно, обладала также антибактериальным и антицинготным действием.
В Евангелии сказано, что солдаты дали распятому Христу своего уксусного напитка. Представители высшего сословия и императоры также иногда пили этот напиток, но скорее для выражения солидарности с солдатами. «В походах он пил обыкновенно одну воду, разве что иногда, страдая жгучею жаждой, просил уксуса», — пишет о Катоне Старшем (II век до н. э.) Плутарх.
Точного рецепта поски не сохранилось. Согласно К. Кауфман, подобный напиток для восстановления сил может быть получен путём соединения 1½ стакана винного уксуса с ½ стакана мёда, 1 столовой ложки измельченных семян кориандра и 4 стаканов воды. Смесь воды, уксуса и кориандра следует кипятить в кастрюле, затем, немного остудив, распустить мёд. Остудить до комнатной температуры и процедить. Таким образом получается концентрированный напиток, который разводится водой по вкусу.